# Айерс, Николь
Николь Айерс (англ.  Nichole Stilwell "Vapor" Ayers, род. 13 декабря 1988 года) — американский лётчик и астронавт НАСА (23-й набор). Майор ВВС США. Назначена пилотом экипажа космической миссии SpaceX Crew-10. 14 марта 2025 года стартовала к Международной космической станции. Она останется на борту станции в течение шести месяцев в составе экипажа экспедиций МКС-73. Возвращение Crew-10 на Землю запланировано на июль 2025 года.

## Биография

### Ранние годы, учёба и работа
13 декабря (по другим данным 14 декабря) 1988 года в городе Сан-Диего в Калифорнии в семье Тодда и Лесли Стилвел. Родными для себя считает города Колорадо-Спрингс и Девид (в штате Колорадо). Окончила среднюю школу в городе Вудленд-Парк, штат Колорадо. В 2011 году с отличием окончила Академию ВВС США в Колорадо, где получила степень бакалавра по математике, в качестве дополнительного предмета изучала русский язык. В 2013 году окончила Университет Райса в Хьюстоне и получила степень магистра по вычислительной и прикладной математике.
В 2014 году получила назначение пилотом сверхзвукового учебного реактивного самолёта Т-38А в составе эскадрильи условного противника на авиабазе Лэнгли в штате Вирджиния. Затем там же стала пилотом-инструктором самолёта Т-38А и руководила полётами самолётов условного противника, которые обеспечивали боевую подготовку пилотов многоцелевых истребителей «пятого поколения» F-22 Raptor. В 2018 году завершила базовый курс подготовки в качестве пилота F-22 Raptor, затем получила квалификацию пилота-инструктора F-22 Raptor. Имеет более 200 часов боевых вылетов над Ираком и Сирией в рамках операции «Непоколебимая решимость».
К моменту зачисления в отряд астронавтов майор ВВС США Николь Айерс служила помощником начальника оперативного управления 90-й истребительной эскадрильи на авиабазе Элмендорф на Аляске. К 2022 году имела общий налет на T-38A/B/C и F-22 Raptor более 1150 часов.

### Космическая подготовка
6 декабря 2021 года была зачислена в отряд астронавтов НАСА в составе 23-го набора в качестве кандидата в астронавты, была одной из десяти кандидатов, отобранных в составе группы. В январе 2022 года в Космическом центре имени Линдона Джонсона в Хьюстоне (штат Техас), приступила к прохождению курса базовой общекосмической подготовки, который успешно завершила 5 марта 2024 года и получила статус активного астронавта НАСА.
В 2024 году назначена пилотом миссии SpaceX Crew-10 к Международной космической станции. Стала первой из 23-й группы астронавтов НАСА, назначенной в экипаж на космический полёт.

## Полёт
15 марта 2025 года в 02 часа 03 минуты 48 секунды по московскому времени стартовала к Международной космической станции на космическом корабле Crew Dragon «Эндьюранс» в качестве пилота миссии SpaceX Crew-10 и участника экспедиции МКС-73 вместе с астронавтом НАСА Энн Макклейн, астронавтом JAXA Такуя Ониши и космонавтом Роскосмоса Кириллом Песковым.
16 марта в 07:03 мск корабль пристыковался к модулю «Гармония» американского сегмента Международной космической станции.
Статистика
| # | Стартовый корабль                  | Старт, UTC        | Экспедиция             | Корабль посадки       | Посадка, UTC | Налёт | Выходы в открытый космос | Время в открытом космосе |
| - | ---------------------------------- | ----------------- | ---------------------- | --------------------- | ------------ | ----- | ------------------------ | ------------------------ |
| 1 | Dragon «Эндьюранс», SpaceX Crew-10 | 14.03.2025, 23:03 | SpaceX Crew-10, МКС-73 | Dragon SpaceX Crew-10 | в полёте     |       | 0                        | 0                        |

## Награды
- медаль «За особые заслуги» (Meritorious Service Medal),
- медаль ВВС (Air Medal),
- медаль «За безупречную службу в авиации» (Aerial Achievement Medal),
- благодарственная медаль за службу в ВВС (Air Force Commendation Medal),
- медаль за участие в операции «Непоколебимая решимость»[2].

## Семья
Николь имеет сестру-близнеца — Синди Стилвел (род. 13 декабря 1988 года). В 2020 году Николь Стилвел вышла замуж за Джастина Эрс и сменила фамилию.

## Спортивные достижения, увлечения
Николь во время учёбы в академии четыре года играла в волейбольной команде, выступавшей в международных соревнованиях. В 2012 году во время учёбы в университете в составе команды ВВС принимала участие в международных соревнованиях. Является обладательницей премии Scholar Athlete Award в женском волейболе.
Увлекается парусным спортом, турпоходами, велопрогулками.